# نقطة فاصلة
نقطة فاصلة (بالإنجليزية: Point Break)‏ هو فيلم حركة، جريمة وإثارة أمريكي صدر عام 1991 من إخراج كاثرين بيغلو وبطولة كل من باتريك سويزي، كيانو ريفز، غاري بوسي ولوري بيتي.

## القصة
تدور القصة حول (جوني) وهو عميل سابق بالمخابرات، ولكنه يعود للخدمة لمساعدة العميل (أنجلو) في التحقيق بجرائم متتالية لسرقة البنوك، والتي تقوم بها عصابة ترتدي أقنعة مرسوم عليها وجوه الرؤساء السابقين للولايات المتحدة الأمريكية، ليحاولا سوياً الكشف عن هوية أفراد العصابة فهل سينجحوا؟.

## طاقم العمل
- اتريك سويزي بدور بودي
- كيانو ريفز بدور جوني يوتا
- غاري بوسي دور أنجيلو باباس
- لوري بيتي بدور تايلر إنديكوت
- جيمس ليجروس دور روتش
- جون فيلبين مثل ناثانيال
- بوجيسي كريستوفر في دور جروميت
- كريس بيدرسن دور بنكر
- أنتوني كيديس كـ توني
- بيتر فيلبس بصفته راكب أمواج أسترالي

## وصلات خارجية
- نقطة فاصلة على موقع IMDb (الإنجليزية)
- نقطة فاصلة على موقع ميتاكريتيك (الإنجليزية)
- نقطة فاصلة على موقع الموسوعة البريطانية (الإنجليزية)
- نقطة فاصلة على موقع روتن توميتوز (الإنجليزية)
- نقطة فاصلة على موقع نتفليكس (الإنجليزية)
- نقطة فاصلة على موقع قاعدة بيانات الأفلام العربية
- نقطة فاصلة على موقع ألو سيني (الفرنسية)
- نقطة فاصلة على موقع Turner Classic Movies (الإنجليزية)
- نقطة فاصلة على موقع أول موفي (الإنجليزية)
- نقطة فاصلة على موقع بوكس أوفيس موجو (الإنجليزية)